# Konak (district)
Konak is een Turks district in de provincie İzmir en telt 848.226 inwoners (2007). Het district heeft een oppervlakte van 69,4 km².
Het is het district met de grootste bevolking in de provincie en maakt als wijk deel uit van het stadscentrum van İzmir.  
De bevolkingsontwikkeling van het district is weergegeven in onderstaande tabel.
| 1997    | 2000    | 2007    |
| ------- | ------- | ------- |
| 732.761 | 782.309 | 848.226 |